# Rianápolis
Rianápolis este un oraș în Goiás (GO), Brazilia.